# Edições em Línguas Estrangeiras
A Edições em Línguas Estrangeiras é uma editora da China dedicada principalmente à publicação em línguas que não o chinês.
Com sede em Pequim, foi fundada em 1952 e atualmente faz parte do China International Publishing Group, que pertence a, e é controlado pelo, Departamento de Publicidade do Partido Comunista Chinês .
A editora publica livros sobre uma ampla gama de tópicos, em dezoito idiomas falados principalmente fora da China. Grande parte de sua produção é destinada à comunidade internacional – suas edições de 1960 de obras de Marx e Lenin ainda são amplamente divulgadas – mas também publica material destinado a estudantes de línguas estrangeiras na China.
A partir da década de 1950, muitas obras da literatura chinesa clássica e moderna foram traduzidas para o inglês por tradutores como Gladys Yang, Yang Xianyi e Sidney Shapiro .
Até 2008, a casa havia publicado mais de 30.000 títulos em um total de 43 idiomas.